# Aiviekste
L'Aiviekste è un fiume lettone dalla lunghezza di 114 km e dal bacino di 9160 km2. 
Nasce dal lago di Lubāns per poi sfociare nel fiume Daugava, del quale è il maggior affluente. 
Assieme al suo affluente Pededze, segna il confine tra la regione della Letgallia e quella della Vidzeme.